# Nicholas Galitzine
Nicholas Galitzine, född 29 september 1994 i London, är en brittisk skådespelare.
Galitzine har bland annat medverkat i TV-serien Chambers från 2019. Han har även medverkat i filmerna Bottoms och Red, White & Royal Blue från 2023.

## Filmografi (i urval)
- 2019 – Chambers (TV-serie)
- 2022 – Purple hearts
- 2023 – Bottoms
- 2023 – Red, White & Royal Blue
- 2024 – Mary & George (TV-serie)
- 2024 – The Idea of You
- 2026 – Masters of the Universe